# كتاب ولاية عهد الأمين والمأمون

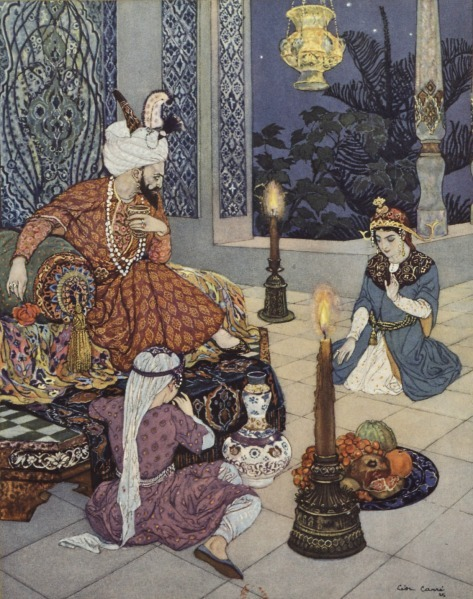
رسمٌ من حكايات ألف ليلة وليلة، ويظهر فيها الخليفة هارون الرَّشيد. بريشة ليون كاريه (1926)

كتاب ولاية عهد الأمين والمأمون هو الاسم الذي يُطلق على وثائق العهد والمواثيق التي كتبها الخليفة العبَّاسي هارون الرشيد سنة 186هـ / 803م، ونظم بموجبها انتقال الخلافة وتقسيم النفوذ والأقاليم بين ابنيه محمد الأمين وعبد الله المأمون، ثم أضاف إليهما ابنه الثالث القاسم المؤتمن. كُتبت هذه العهود في مكة بحضور كبار رجال الدولة، وعُلقت في جوف الكعبة لإضفاء هالة من القدسية عليها وضمان الالتزام بها، إلا أنها لم تمنع وقوع الفتنة الكبرى بين الأخوين لاحقًا.

## خلفية الأحداث

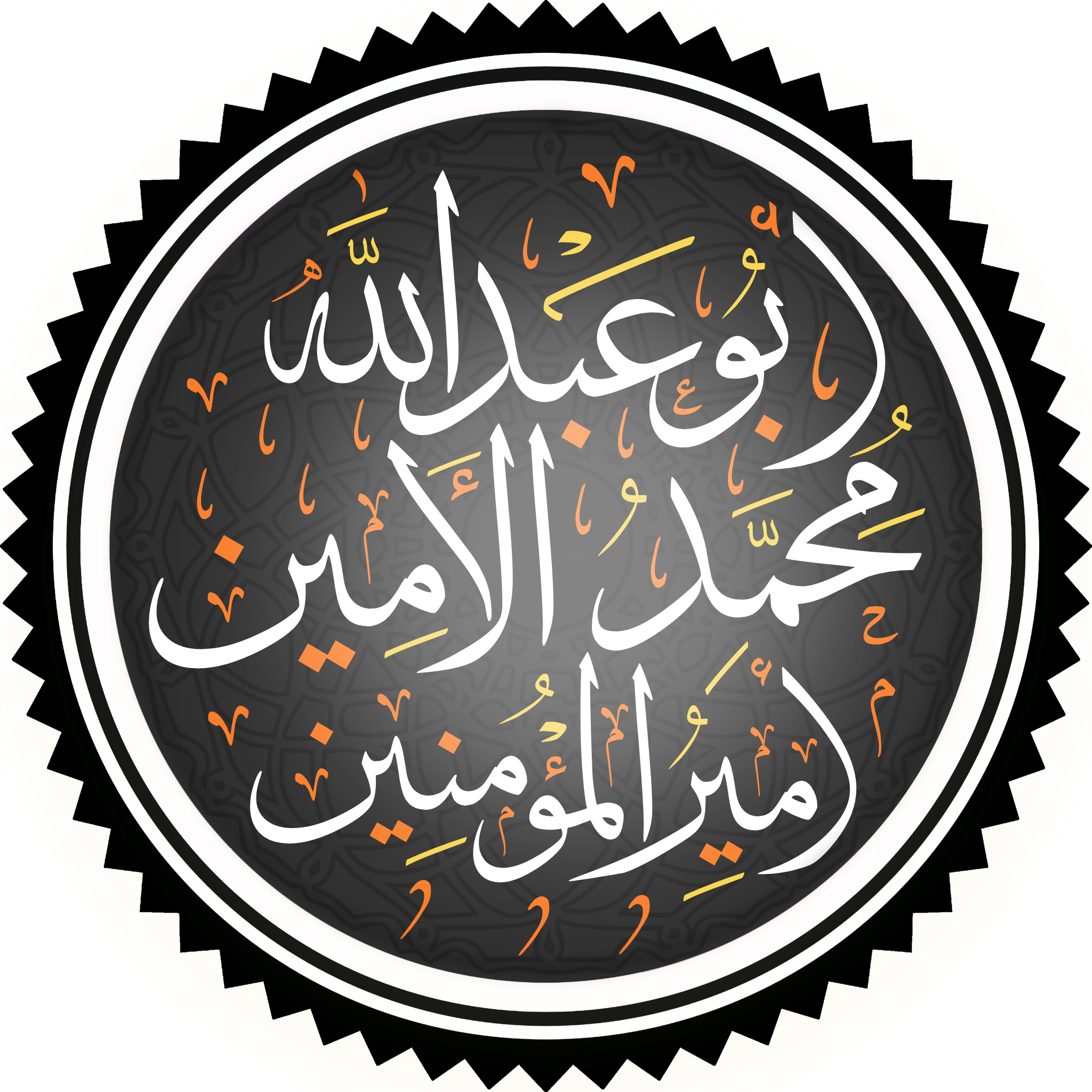
تخطيط بخط الثُّلث باسم محمد الأمين (حكم 193 – 198هـ / 809 – 813م)

نشأ الصراع على ولاية العهد في خلافة هارون الرشيد نتيجة تباين بين قناعته الشخصية والضغوط السياسية والعائلية. فقد أظهر الرشيد ميلًا واضحًا لابنه عبد الله المأمون لما لمسه فيه من ذكاء وحزم ونضج مبكر، حتى قال فيه: «إني لأعرف في عبد الله حزم المنصور ونسك المهدي وعز نفس الهادي». إلا أنه واجه ضغوطًا قوية من زوجته ذات النفوذ زبيدة أم الأمين، ومن الهاشميين والبرامكة (خاصة الفضل البرمكي) لتقديم ابنها محمد الأمين، ذي النسب الهاشمي الخالص من الأبوين، والذي كان أصغر سنًا من المأمون بنحو ستة أشهر.
رضخ الرشيد في النهاية لهذه الضغوط، فبايع للأمين بولاية العهد أولًا سنة 175هـ / 791م. لكن قلقه من هذا الاختيار، وشعوره بقدرات المأمون الأفضل، دفعه بعد عدة سنوات وتحديدًا في سنة 182هـ / 799م، إلى إشراك المأمون في ولاية العهد ليكون الخليفة بعد الأمين، ولقبه بالمأمون، وولاه خراسان وكامل المشرق مع استقلالية واسعة، وجعله تحت رعاية جعفر البرمكي. ثم بعد فترة وجيزة، وتحت ضغوط مشابهة على ما يبدو، أضاف ابنه الثالث القاسم، ولقبه بالمؤتمن، على أن يكون أمره بيد المأمون، وولاه الجزيرة والثغور. هذا الترتيب المعقد لولاية العهد، والذي قسّم الدولة فعليًا بين الأمراء الثلاثة، هو ما استدعى الحاجة إلى توثيقه وتأكيده بشكل رسمي وقاطع في مكة.

## بنود ولاية العهد

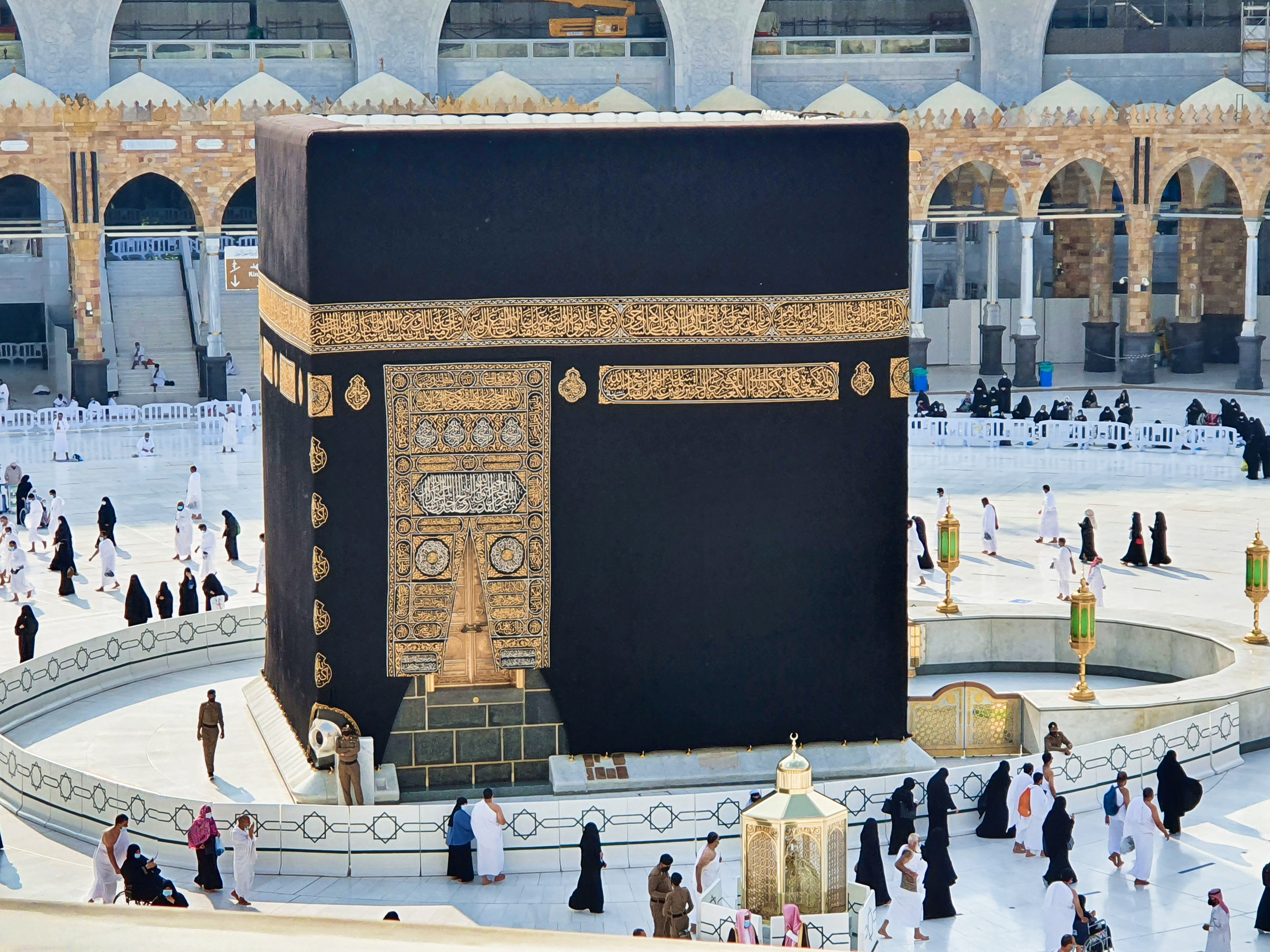
صورة حديثة للكعبة المُشرَّفة في مدينة مكَّة المُكرَّمة (2020)

في سنة 186هـ / 803م، حج الخليفة هارون الرشيد ومعه أبناؤه الأمين والمأمون والمُؤتمن منطلقًا من الأنبار، ومعه كبار القادة والفقهاء والقضاة ورجال الدولة. وبعد أداء مناسك الحج وإعطاء أهلها ألف ألف وخمسين ألف دينار، أمر الرشيد بكتابة وثائق العهد والمواثيق لترتيب ولاية العهد وتحديد صلاحيات كل ابن. تضمنت هذه الوثائق، التي كُتبت في نسختين (واحدة للأمين والأخرى للمأمون).
- التأكيد على أن الخلافة للأمين أولًا، ثم للمأمون من بعده، ثم للقاسم المؤتمن شرط موافقة المأمون.
- تحديد النطاق الجغرافي لسلطة كل منهما: فللأمين العراق والشام والمغرب، بينما للمأمون خراسان وكل بلاد المشرق من همذان شرقًا.
- منح المأمون استقلالًا شبه تام في إدارة ولايته، بما في ذلك التحكم في جيوشها وخراجها وبيوت أموالها وبريدها وصدقاتها.
- النص صراحة على أنه ليس للأمين الحق في التدخل في شؤون ولاية المأمون، أو عزل عماله، أو نقض عهوده.
- إلزام المأمون بالسمع والطاعة للأمين كخليفة ما دام الأمين ملتزمًا بشروط العهد ما وفى الأمين معه.
- إلزام الأمين والمأمون بالوفاء للقاسم المُؤتمن بما شُرط له، غير أنه ترك أمر عزل المُؤتمن في ولاية العهد الثالثة أو إبقائه للمأمون بعد توليه الخلافة.

أخذ الرشيد أشد الأيمان والمواثيق على ابنيه للالتزام بهذه البنود، وأشهد جميع الحاضرين من كبار القوم على ذلك. ولإضفاء مزيد من الهيبة والقدسية على هذه العهود، أمر بتعليق نسختي الوثيقة في جوف الكعبة. رغم كل هذه الإجراءات، نظر كثير من الناس والمراقبين لهذا الترتيب بعين القلق والتشاؤم، ورأوا فيه بذورًا للشقاق والحرب المستقبلية بين الأخوين، بدلًا من أن يكون حاسمًا للخلاف، وهو ما صدقته الأحداث لاحقًا. وعلق ابن الأثير على فعل الرشيد هذا بالتعجب، ذاكرًا كيف أن الرشيد رأى بنفسه محاولات أبيه المهدي وجده المنصور لخلع أولياء العهود، ورأى محاولة أخيه الهادي لخلعه هو نفسه، ثم هو يكرر الأمر بوضع ترتيب معقد يضعف سلطة الخليفة القادم ويؤسس للانقسام.

## تعزيز موقف المأمون في الري

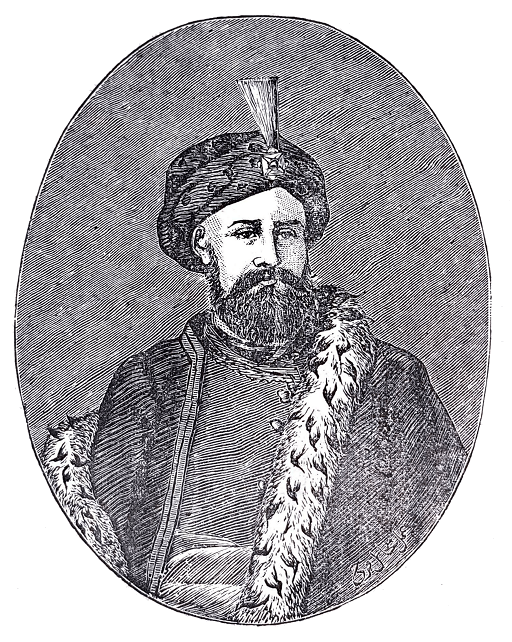
رسمٌ خياليٌّ لِلخليفة العبَّاسي عبد الله المأمون. (حكم 198 – 218هـ / 813 – 833م)

لم يكتفِ الرشيد بما فعله في مكة، بل قام بخطوة إضافية لتعزيز موقف المأمون وترسيخ سلطته في المشرق. ففي سنة 189هـ / 805م، توجه الرشيد إلى الري (في طريقه لمعالجة أمور خراسان)، ومعه المأمون والقاسم دون الأمين. وفي الري، جمع الرشيد القضاة والشهود والجيش، وأشهدهم بشكل رسمي وعلني أن «جميع ما في عسكره (أي جيش المشرق) من الأموال والخزان والسلاح والكراع، وغير ذلك للمأمون». ثم جدد البيعة للمأمون على هذا الأساس، وأرسل إلى بغداد لتجديد البيعة للأمين أيضًا. أكدت هذه الخطوة على الاستقلالية المالية والعسكرية الواسعة للمأمون في ولايته، مما زاد من مخاوف أنصار الأمين في بغداد وأضعف من السلطة الاسمية للخليفة المستقبلي على نصف الدولة.

## الأهمية والعواقب
مثلت وثائق العهد التي كتبت وعُلقت في الكعبة سنة 186هـ / 803م، محاولة جادة من الخليفة هارون الرشيد لتنظيم انتقال السلطة وتجنب الاقتتال بين أبنائه، خاصة وأنه أدرك التباين في شخصيتيهما وقدراتهما والميل المختلف للقوى السياسية والعسكرية لكل منهما. ورغم التفاصيل الدقيقة والشروط الصارمة والأيمان المغلظة التي تضمنتها، فإن هذه الوثائق حملت في طياتها بذور فشلها، إذ أسست لتقسيم فعلي للدولة بين مركزين للسلطة يتمتع كل منهما بجيش وخزينة مستقلين تقريبًا. وصدقت مخاوف الناس وتوقعاتهم، فلم تصمد هذه العهود طويلًا بعد وفاة الرشيد، وسرعان ما تم نقضها من جانب الأمين وأنصاره في بغداد، مما أدى إلى اندلاع الحرب الأهليَّة بين الأخوين، والتي انتهت بمقتل الأمين وانتقال الخلافة كاملة للمأمون سنة 198هـ.

### فهرس المنشورات
1. 1 2 3 4 5  ابن الأثير (2005)، ص. 876.
2. ↑  السيوطي (2003)، ص. 244.
3. ↑  هدارة (1966)، ص. 33 - 34.
4. 1 2  ابن الأثير (2005)، ص. 874.
5. ↑  هدارة (1966)، ص. 35.
6. ↑  هدارة (1966)، ص. 36-37.
7. 1 2  هدارة (1966)، ص. 38-40.
8. ↑  ابن الأثير (2005)، ص. 877.
9. 1 2  الطبري (2004)، ص. 1713.

### معلومات المنشورات كاملة
الكتب مرتبة حسب تاريخ النشر
- محمد مصطفى هدارة (1966)، المأمون: الخليفة العالم، القاهرة: الدار المصرية للتأليف والترجمة، OCLC:762429655، QID:Q123237917
- جلال الدين السيوطي (2003)، تاريخ الخلفاء (ط. 1)، بيروت: دار ابن حزم، QID:Q123424538
- محمد بن جرير الطبري (2004). تاريخ الأمم والملوك، تاريخ الطبري: طبعة مقدم لها بتوضيح في أسانيد الطبري وبيان المؤاخذات عليها، وصححت النسخة على أصح النسخ الموجودة، وخدمت بفهارس للآيات وفهارس للأحاديث، وفهارس للموضوعات. مراجعة: أبو صهيب الكرمي. عَمَّان: بيت الأفكار الدولية. ISBN:978-9957-21-152-3. OCLC:956977290. QID:Q123224476.
- ابن الأثير الجزري (2005)، الكامل في التاريخ، مراجعة: أبو صهيب الكرمي، عَمَّان: بيت الأفكار الدولية، OCLC:122745941، QID:Q123225171